# Francesco Azzi
Francesco Azzi (Napoli, 4 gennaio 1914 – Axum, 26 dicembre 1935) è stato un militare italiano, tenente di cavalleria del V Gruppo Spahis, decorato con la Medaglia d'oro al valor militare alla memoria durante la guerra d'Etiopia.

## Biografia
Nacque a Napoli il 4 gennaio 1914, figlio di Azzo ma poi seguì la famiglia quando si trasferì a Torino. Frequentò la facoltà di medicina presso la locale Università, entrando nella 1ª Legione universitaria della Milizia Volontaria per la Sicurezza Nazionale.
Arruolatosi nel Regio Esercito frequentò il corso Allievi Ufficiali di complemento, al termine del quale fu assegnato all'arma di cavalleria, entrando in servizio presso il 1º Reggimento "Nizza Cavalleria".
Con l'approssimarsi della guerra con l'Etiopia partì volontario per la Libia, dove il maggiore Antonio Ajmone Cat stava arruolando ed addestrando cavalieri indigeni con cui formare cinque gruppi di Spahis destinati all'Africa Orientale. Entrato in servizio nel V Gruppo Spahis partì per l'Eritrea, dove allo scoppio del conflitto entrò in azione distinguendosi nella conquista di Adua e poi nella prima battaglia del Tembien (14 dicembre 1935-24 gennaio 1936). Il giorno di Natale del 1935 attaccò alla testa dei suoi uomini una postazione di mitragliatrice a Selaclacà rimanendo gravemente ferito nel corso del combattimento corpo a corpo, e trasportato in seguito presso l'ospedale di Axum si spense il giorno dopo. Gli fu concessa la Medaglia d'oro al valor militare alla memoria.

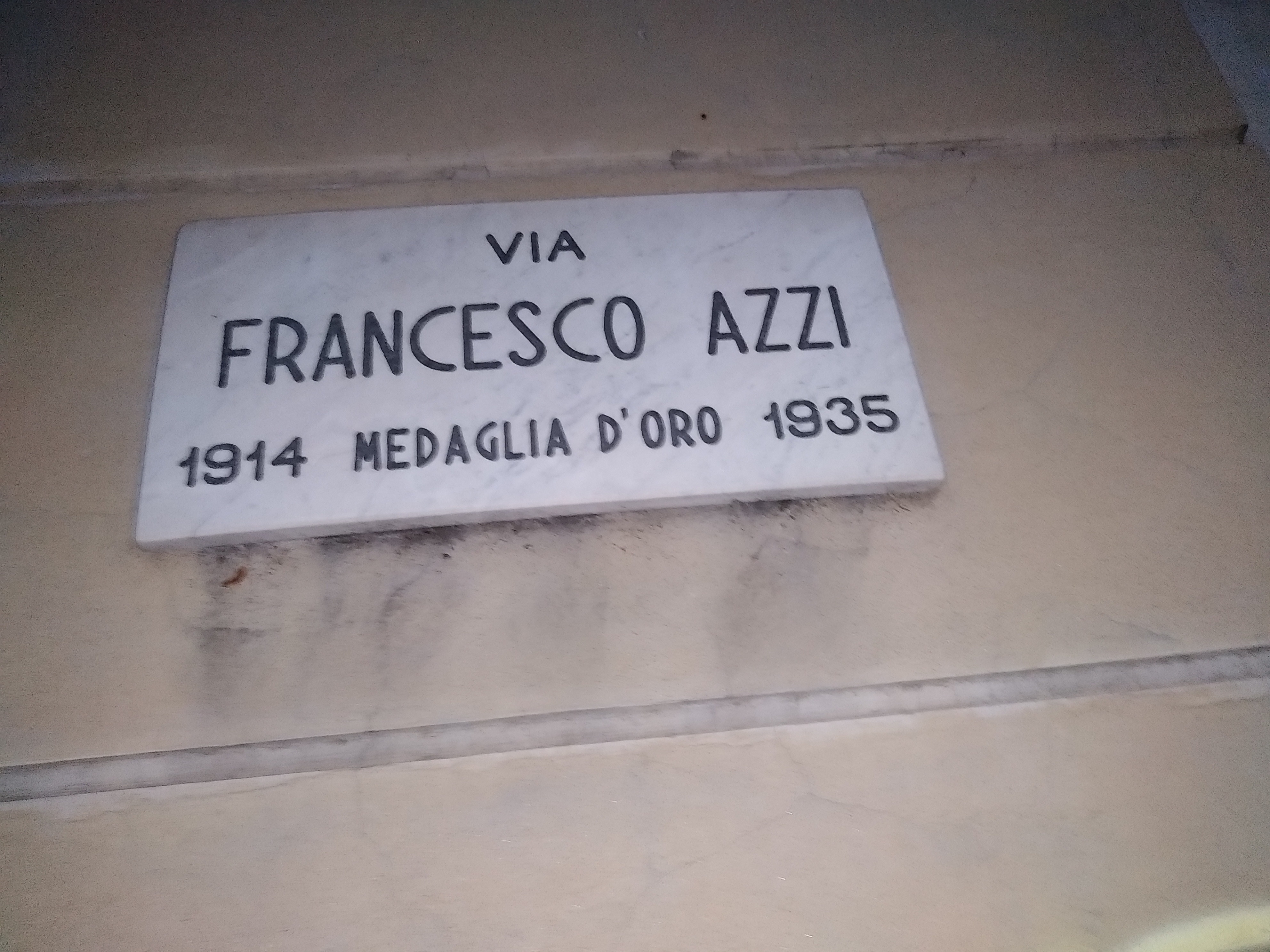
Via Francesco Azzi, Torino

A lui è dedicata una statua che si trova nei Giardini Pubblici presso la Chiesa di San Domenico a Imola, una via nel comune di Castelnuovo Garfagnana, nonché una via nel quartiere Cenisia del comune di Torino.

### Annotazioni
1. ↑  Il padre ricopriva l'incarico di professore ordinario della Facoltà di Medicina e Chirurgia dell'Università di Torino. Nato a Imola (Bologna) nel 1887, microbiologo, dal 1932 era direttore e titolare della cattedra di Immunologia, e consulente generale dell'Istituto Biologico Chemioterapico Torinese.
2. ↑  Riportò una gravissima lesione alla spina dorsale che gli fu fatale.
3. ↑  Tale via originariamente era intitolata a Graziadio Ascoli (Gorizia, 1829-Milano, 1907), insigne glottologo e Senatore del Regno ma di religione ebraica. La decisione fu presa nell'ottobre 1940 e confermata nel novembre successivo.

### Fonti
1. 1 2 3  Combattenti Liberazione.
2. ↑  Brignoli 2007, p. 35.
3. ↑  Del Boca 2012, p. 395.
4. ↑  Del Boca 2012, p. 404.
5. ↑  Del Boca 2012, p. 484.
6. ↑  Del Boca 2012, p. 486.
7. ↑  La medaglia d'oro a Francesco Azzi, La Stampa, mercoledì 15 aprile 1936,  Anno XIV.
8. ↑  La Stampa del 27 novembre 1940.
9. ↑   quirinale.it, Scheda relativa all'onorificenza, su quirinale.it. URL consultato il 6 aprile 2008.